# Universidad Estatal de Feira de Santana
La Universidad Estatal de Feira de Santana (Universidade Estadual de Feira de Santana, UEFS) es una institución pública de educación superior en Brasil, con sede en la ciudad de Feira de Santana, Bahía. Hasta la década de 1990, también fue la única universidad en esta ciudad.
En la actualidad, la universidad cuenta con 27 cursos de pregrado, ofrece 765 plazas para el tercer grado, con una media de 17,85 candidatos por escaño.

## Cursos

### Humanidades
- Administración
- Contabilidad
- Economía
- Ley
- Licenciatura en Educación
- Licenciatura en Geografía
- Licenciatura en Historia

### Ciencia y Tecnología
- Licenciatura en Física
- Ingeniería de Alimentos
- Ingeniería Informática
- Ingeniería Civil
- Licenciatura en matemáticas

### Ciencias Exactas y Naturales y la Salud
- Ciencias Farmacéuticas
- Enfermería y Obstetricia
- Y Licenciatura en Ciencias Biológicas
- Licenciatura en Educación Física
- Medicina
- Odontología

### Letras y Artes
- Licenciatura en Literatura y Lengua Inglesa
- Licenciatura en Literatura y Lengua Portuguesa
- Licenciatura en Vernáculas Cartas - Santo Amaro
- Licenciatura en Literatura y Lengua Española
- Licenciatura en Literatura y Lengua Francesa